# Вторгнення в Буну
Вторгнення в Буну (японська назва Операція RI) — операція японських імператорських сил з окупації містечок Буна і Гона, а також навколишніх територій на острові Нова Гвінея між 21-24 липня 1942 року під час Тихоокеанської кампанії Другої Світової війни. Захоплення цих міст давало можливість японським військам підготуватися для суходільної атаки на Порт-Морсбі та підтримати війська, що просувалися Кокодським шляхом. Нечисленні австралійські підрозділи та представники Новогвінейської адміністрації, що були в цьому регіоні не могли чинити достойний опір японським військам.

## Передумови
Після невдачі японців в битві в Кораловому морі та поразці в битві за атол Мідвей в травні-червні 1942 року Імперський Генеральний штаб відклав заплановану операцію по захопленню Фіджі, Самоа і Нової Каледонії. Японській 17-й армії під командуванням генерал-лейтенанта Харукіті Хякутаке було наказано провести наступ на Порт-Морсбі вздовж хребта Оуен-Стенлі. Японцям захоплення Порт-Морсбі давало можливість усунути загрозу повітряних атак проти Рабаулу та отримати аеродроми для проведення рейдів проти баз, міст та морських ліній постачання на півночі Австралії.
До середини 1942 року Союзники встигли укріпити свої позиції в Новій Гвінеї та Порт-Морсбі та розпочали будівництво аеродромів в Порт-Морсбі та затоці Мілн. Австралійці направили 39 батальйон на Кокодський шлях до Буни для підготовки будівництва аеродрому.

## Планування операції
Після відмови від плану захоплення Порт-Морсбі через невдачу в Кораловому морі та повернення сил вторгнення в Рабаул, підрозділ генерал-майора Томітаро Хорії передислокували до 17-ї японської армії. Він повинен був стати авангардом суходільної наступальної операції на Порт-Морсбі. На Новій Гвінеї вже знаходилися такі японські підрозділи: 1-й батальйон, 144-й піхотний полк, 15-й інженерний полк, 5-й спеціальний підрозділ військово-морського десанту та інші допоміжні підрозділи. Решта підрозділів для наступу на Порт-Морсбі повинна була бути доставлена в Буну в серпні 1942 року.
4-й Імперський флот японців під командуванням контр-адмірала Кодзі Мацуями, повинен був здійснити висадку з моря. В його склад входили крейсери «Тенрю» і «Тацута», есмінці «Асанагі», «Йодзукі» і «Узукі», транспорти «Рійо Мару», «Кінру Мару» і «Аятосан Мару». 25-а повітряна флотилія і Тайняньський авіаційний корпус, створений в Рабаулі, повинні були забезпечувати прикриття з повітря.

## Висадка
21 липня 1942 року о 14:40 японський літак обстріляв місіонерський табір в Буні. Незабаром в Гону прибув японський конвой та почав висадку військ. Конвою вдалося прослизнути непоміченим повз розвідку військово-повітряних сил Союзників поблизу Саламауа. Після висадки передові загони почали просування вглиб острова та розпочали підготовку доріг та ліній постачання для вторгнення в Порт-Морсбі.
Австралійський піхотний підрозділ, який складався з корінних папуасів, під командуванням австралійського офіцера, лейтенанта Джона Мела, повідомив про висадку японців 22 липня.
23 липня ВПС США (USSAF) бомбардувальниками В-17 та В-26 атакували японські кораблі в місці висадки. В результаті цієї атаки затонув транспорт «Аятосан Мару» та був пошкоджений есмінець «Узукі». Щоденні рейди в район Буна-Гона проводилися силами USSAF та Королівських австралійських ВПС. Ще один японський конвой пройшов 25 липня, проте транспорт «Котоку Мару» був потоплений 29 липня поблизу Саламауа. Ще один конвой змушений був повернутися назад через активність авіації Союзників.

## Наслідки
Японським військам вдалося захопити Буну-Гону та створити плацдарм для подальших бойових дій в напрямку Порт-Морсбі. Подальші підкріплення були доставлені 14 серпня морським конвоєм віце-адмірала Гун'їті Мікави. Було висаджено близько 3 000 японських, корейських та тайванських військовослужбовців. 17 серпня прибув японський морський десант, решта військовослужбовців 144-го полку, 55-й підрозділ гірської артилерії та інші допоміжні підрозділи.
Японським військам було наказано просуватися суходолом та захопити злітно-посадкову смугу в Кокоді. Там японські війська зустріли опір австралійських військ. Почалася кампанія на Кокодському шляху.